# گریم ناتویک
گریم ناتویک (انگلیسی: Grim Natwick؛ ۱۶ اوت ۱۸۹۰ – ۷ اکتبر ۱۹۹۰) یک کارگردان و انیماتور اهل ایالات متحده آمریکا بود.
ناتویک بیشتر برای طراحی شخصیت بتی بوپ در "استودیوی فلایشر" شناخته می‌شود.